# Seneca, Kansas
Seneca är administrativ huvudort i Nemaha County i Kansas. Enligt 2020 års folkräkning hade Seneca 2 139 invånare.